# Constituição do Nepal
A Constituição do Nepal é a lei suprema do Nepal, sendo a atual promulgada em 20 de setembro de 2015, em substituição da Constituição Provisória de 2007. Foi elaborada pela Segunda Assembleia Constituinte, após o fracasso da Primeira Assembleia Constituinte, sendo aprovada por 9% dos legisladores. Alguns partidos políticos tentaram boicotá-la por meio de protestos em favor da inclusão de minorias na vida nacional e pública.
Em 2007, Nepal estava sob uma Constituição Provisória, a qual previu a necessidade de uma Assembleia Constituinte para formulação de uma Constituição permanente para o país asiático. Prevista para abril de 2010, foi adiada por um ano por causa de divergências políticas; em 25 de maio de 2011, a Suprema Corte do Nepal decidiu que a construção dos artigos não estavam coerentes e, em 28 de maio de 2012, dissolveu a Assembleia. Novas eleições foram realizadas em 19 de novembro de 2013 e, assim, formada a Segunda Assembleia Constituinte, que se comprometeu a elaborar uma nova Constituição no prazo de um ano. Em decorrência de protestos e controvérsias, não cumpriu o tempo, mas foi promulgada em 20 de setembro de 2015.
A promulgação da nova constituição foi imediatamente seguida pelo bloqueio virtual de todos os postos de controle na fronteira da Índia e do Nepal. Vários ativistas de direitos humanos e alguns grupos étnicos a acusaram de ser discriminatória e de não ser uma garantia à cidadania dos nepalenses. Por causa dessas acusações, houve manifestações que mobilizaram comunidades marginalizadas pelas cidades do país, principalmente na capital Katmandu.
Dentre os artigos relevantes, observa-se a configuração de uma República Federalista, dividida em sete estados. Na política, é uma monarquia constitucional de sistema unitário. Também se destaque a proibição de conversão religioso, a abolição da pena de morte (desde 1990), a igualdade de gênero e diversas restrições acerca de casamentos entre nepalenses e estrangeiros.